# Oklahoma Music Hall of Fame
De Oklahoma Music Hall of Fame is sinds 1997 eerbetoon aan musici en andere personen die een betekenisvolle, muzikale rol hebben gehad voor de Amerikaanse staat Oklahoma. Naast de erezaal bevindt zich een museum; beide zijn eigendom van de Oklahoma Music Hall of Fame & Museum, Inc. en indirect van Muskogee, de stad waar beide gevestigd zijn.

## Hall of Fame
| Jaar | artiest                        |
| ---- | ------------------------------ |
| 1997 | Merle Haggard                  |
| 1997 | Woody Guthrie                  |
| 1997 | Patti Page                     |
| 1997 | Claude Williams                |
| 1998 | Gene Autry                     |
| 1998 | Albert E. Brumley              |
| 1998 | David Gates                    |
| 1998 | Jay McShann                    |
| 1999 | Byron Berline                  |
| 1999 | Vince Gill                     |
| 1999 | Barney Kessel                  |
| 1999 | KVOO Big Country Radio         |
| 2000 | Roy Clark                      |
| 2000 | Color Me Badd                  |
| 2000 | Wanda Jackson                  |
| 2000 | The Oklahoma City Blue Devils  |
| 2000 | Jim Halsey                     |
| 2001 | Leona Mitchell                 |
| 2001 | Het Caddo-volk in Oklahoma     |
| 2001 | Bob Wills & The Texas Playboys |
| 2002 | Hank Thompson                  |
| 2002 | Joe Diffie                     |
| 2002 | Kay Starr                      |
| 2002 | Charlie Christian              |
| 2003 | Ronnie Dunn                    |
| 2003 | Benny Garcia jr.               |
| 2003 | Flash Terry                    |
| 2003 | D.C. Minner                    |
| 2003 | John Wooley                    |
| 2003 | Lee Wiley                      |
| 2004 | Dr. Louis Ballard              |
| 2004 | Merle Kilgore                  |
| 2004 | Roger Miller                   |
| 2005 | Tommy Allsup                   |
| 2005 | Cain's Ballroom                |
| 2005 | Toby Keith                     |
| 2005 | Billy Parker                   |
| 2006 | Leon Russell                   |
| 2006 | Mel McDaniel                   |
| 2006 | Carl Radle                     |
| 2006 | Eldon Shamblin                 |
| 2007 | Hoyt Axton                     |
| 2007 | Mae Boren Axton                |
| 2007 | Tommy Crook                    |
| 2007 | Cal Smith                      |
| 2007 | Sammi Smith                    |
| 2008 | Bob Childers                   |
| 2008 | Chick Rains                    |
| 2008 | Wichita en aangesloten stammen |
| 2009 | Carrie Underwood               |
| 2009 | Ramona Reed                    |
| 2009 | Rocky Frisco                   |
| 2010 | Jean Shepard                   |
| 2010 | Les Gilliam                    |
| 2010 | Sam Harris                     |
| 2010 | Jamie Oldaker                  |
| 2011 | Kristin Chenoweth              |
| 2011 | Gene Tripplett                 |
| 2011 | Nokie Edwards                  |
| 2011 | Jesse Ed Davis                 |
| 2011 | Wayman Tisdale                 |
| 2011 | Ralph Blane                    |
| 2011 | Bob Bogle                      |
| 2013 | Jimmy Webb                     |
| 2013 | Mason Williams                 |
| 2013 | Sandi Patty                    |
| 2013 | Norma Jean Beasler             |
| 2013 | Neal Schon                     |
| 2013 | Barbara McAlister              |
| 2013 | Mabee Center                   |
| 2013 | Bob Dunn                       |